# 마크 샤우어
마크 샤우어(Mark Schauer, 본명: 마크 해밀턴 샤우어, Mark Hamilton Schauer, 1961년 10월 2일 ~ )는 2009년부터 2011년까지 미시간주 7선거구에서 미국 하원의원을 지낸 미국의 정치인이다.
샤우어는 이전에 1997년부터 2002년까지 미시간주 하원의원이었고, 2003년부터 2009년까지 미시간주 상원의원이었고, 그곳에서 2007년부터 2009년까지 소수당 지도자로 재직했다. 각 입법부에서 그는 배틀크리크 (미시간주)와 그 주변지역을 대표했다. 2008년에는 공화당의 팀 월버그(Tim Walberg)를 누르고 하원의원에 당선됐다. 온건파 민주당원인 샤우어는 2010년 월베르그와의 재대결에서 50.2% 대 45.4%로 패배했다.
샤우어는 2014년 선거에서 민주당 미시간 주지사 후보로 지명됐다. 그는 현 공화당 주지사 릭 스나이더에게 51% 대 47%로 패배했다. 선거 후 샤우어는 민주당이 주 의회를 탈환하는 것을 돕는 것을 목표로 하는 PAC 어드밴티지 2020의 의장이 되었다.